# Partito Patriottico Irlandese
Il Partito Patriottico Irlandese (in lingua inglese: Irish Patriot Party) era il nome di diversi gruppi politici in Irlanda, durante il XVIII secolo. Essi sostenevano principalmente i Whig nella concezione di libertà personale, combinata con una identità irlandese, senza pretendere una piena indipendenza, ma auspicando una forte autonomia all'interno dell'Impero britannico. La definizione di "patriota" nel XVIII secolo era leggermente diversa dal suo significato odierno, ma era di uso comune prima del sorgere del nazionalismo sciovinista popolare nel XIX secolo. 
Per ragioni storiche il Parlamento irlandese a quel tempo era formato esclusivamente da protestanti anglicani. Il loro principale risultato fu la Costituzione del 1782, che permise all'Irlanda di avere un certo grado autonomia.

## Atto d'Unione
Dopo l'Atto di Unione del 1800, il Parlamento irlandese fu abolito. In pochi anni si fusero all'interno del Partito Whig britannico, con i quali erano alleati, fino a scomparire dalla scena politica. Le idee del partito patriota furono riprese prima dall'Associazione abrogativa di Daniel O'Connell nel 1830 che mirava ad abrogare l'Atto di Unione, successivamente da parte del movimento Giovane Irlanda nel 1840 e infine dal Partito Parlamentare irlandese che promosse la campagna per il ripristino della Home Rule in Irlanda. Il Partito Parlamentare Irlandese dominò la scena politica in Irlanda per decenni, fino alla sua sconfitta da parte del movimento separatista dello Sinn Féin nelle elezioni generali del 1918.